# Клейн, Эрнст Фердинанд
Эрнст Фердинанд Клейн (нем. Ernst Ferdinand Klein; 1743—1810) — немецкий юрист.
Один из наиболее выдающихся участников законодательной деятельности в Пруссии в конце XVIII века, разрабатывал, главным образом, уголовное законодательство; в 1791—1800 был директором университета в Галле.
Главные труды Клейна:
- «Vermischte Abhandlungen über Gegenstände der Gesetzgebung und Rechtsgelehrsamkeit» (Лейпциг, 1779—1780);
- «Grundsätze des gemeinen deutschen und preussischen peinlichen Rechts» (Галле, 1796; 2 изд., 1799);
- «System des preussischen Zivilrechts» (Галле, 1801; новое изд. обработал von Rönne, 1830; 2 изд., 1835)
- «Selbstbiographie» (Берлин, 1810) издано M. L. Löwe.